# Luol
Le Luol est un cours d'eau du sud-est de la France entièrement compris dans le département de l'Ardèche et un affluent de l'Ardèche, donc un sous-affluent du Rhône.

## Géographie
Long de 18,9 km, il prend sa source près du col d'Auriolles (sur le territoire de la commune de Saint-Étienne-de-Boulogne), et coule vers le sud. Il est appelé l'Oize sur sa partie supérieure jusqu'à sa confluence avec la Boulogne. Dans sa partie inférieure, il longe Vesseaux et se jette en rive gauche dans la rivière d'Ardèche en aval de Saint-Privat.

### Communes et cantons traversés
Dans le seul département de l'Ardèche, le Luol traverse les six communes suivantes, dans trois cantons, de l'amont vers l'aval : de Gourdon (source), Saint-Andéol-de-Vals, Saint-Michel-de-Boulogne, Saint-Julien-du-Serre, Vesseaux et Saint-Privat (confluence).
Soit en termes de cantons, le Luol prend source dans le canton de Privas, passe en limite du canton d'Antraigues-sur-Volane puis traverse le canton de Vals-les-Bains. Il coule ainsi une faible distance dans l'arrondissement de Privas, puis et la majorité de son lit se trouve dans l'arrondissement de Largentière.

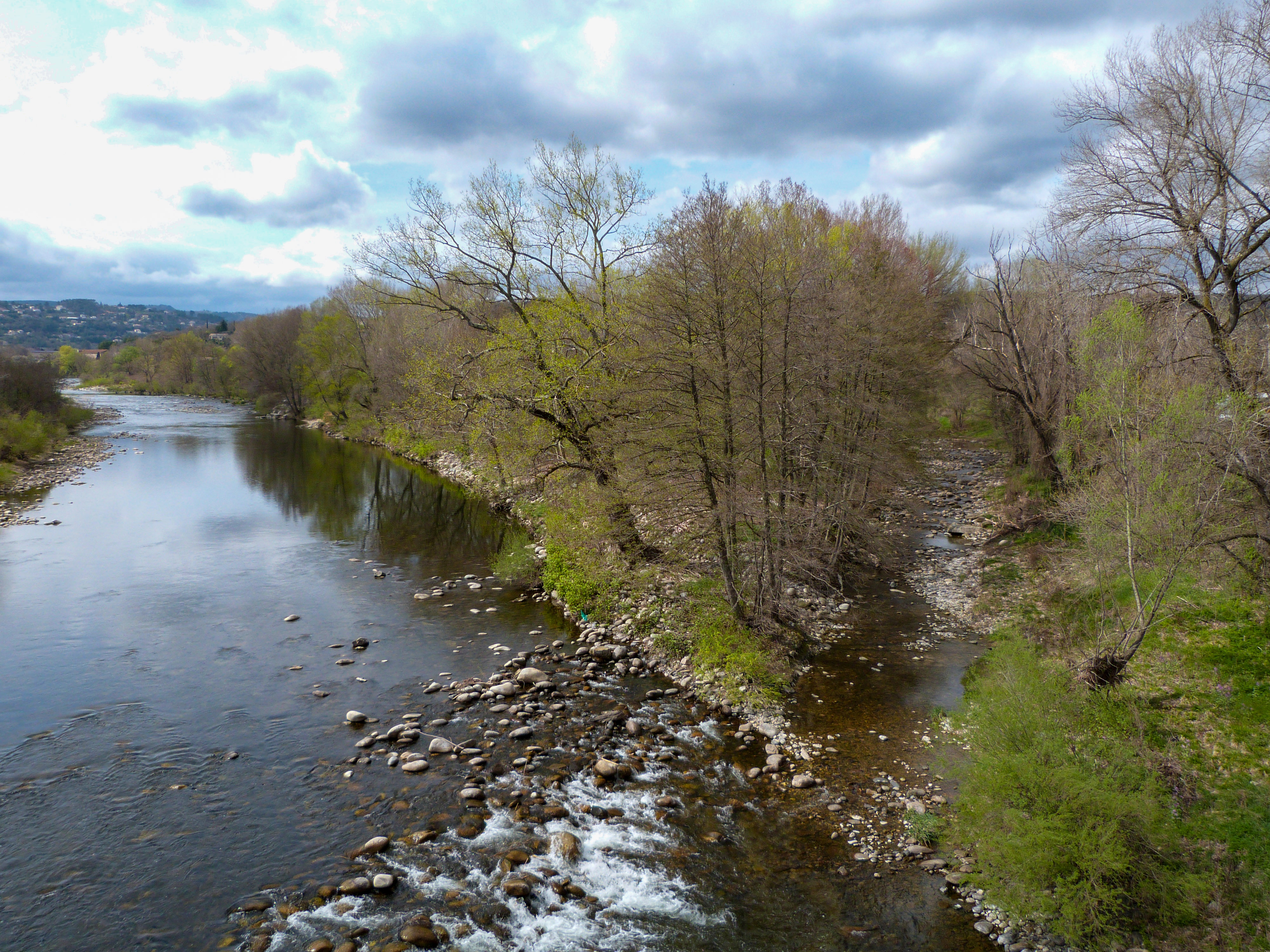
Point de confluence de l'Ardèche (à gauche) et du Luol (à droite), en 2023.

### Récapitulatif des affluents
Le Luol a 4 affluents référencés :
- Ruisseau des Vermolles (rg), 1,1 km sur la commune de Saint-Andéol-de-Vals ;
- Ruisseau des Sausses (rg), 1,1 km sur les communes de Saint-Andéol-de-Vals et Saint-Julien-du-Serre ;
- La Boulogne (rg), 11,3 km sur les communes de Saint-Andéol-de-Vals, Saint-Michel-de-Boulogne, Saint-Étienne-de-Boulogne, Saint-Julien-du-Serre et Vesseaux avec sept affluents :
  - Ruisseau des Gras (rg), 1,6 km sur la commune de Saint-Étienne-de-Boulogne ;
  - Ruisseau de la Planche (rd), 2,7 km sur les communes de Gourdon et Saint-Étienne-de-Boulogne ;
  - Ruisseau d'Arbres (rd), 3,3 km sur la commune de Saint-Étienne-de-Boulogne ;
  - Le Rantiol (rd), 5,2 km sur les communes de Saint-Michel-de-Boulogne et Gourdon ;
  - Ruisseau d'Imbert (rd), 1,5 km sur les communes de Saint-Andéol-de-Vals et Saint-Michel-de-Boulogne ;
  - Ruisseau des Claux (rg), 2 km sur les communes de Saint-Michel-de-Boulogne et Vesseaux ;
  - Ruisseau des Aigues-Freides (rg), 2 km sur les communes de Saint-Julien-du-Serre et Vesseaux ;
- Le Liopoux (rg), 8,3 km sur les communes de Saint-Étienne-de-Boulogne, Vesseaux et Saint-Privat avec cinq affluents :
  - Ruisseau de Lascombe (rg), 1,6 km sur la commune de Vesseaux ;
  - Ruisseau de Chauliac (rd), 1,8 km sur la commune de Vesseaux ;
  - Ruisseau de Péligouse (rd), 2,8 km sur les communes de Vesseaux avec un affluent :
    - Ruisseau des Bois (rg), 1,8 km sur les communes de Saint-Étienne-de-Boulogne et Vesseaux ;

  - Ruisseau de Bramefont (rg), 1,6 km sur la commune de Vesseaux ;
  - Ruisseau de Male-Mort (rd), 1,6 km sur la commune de Vesseaux ;

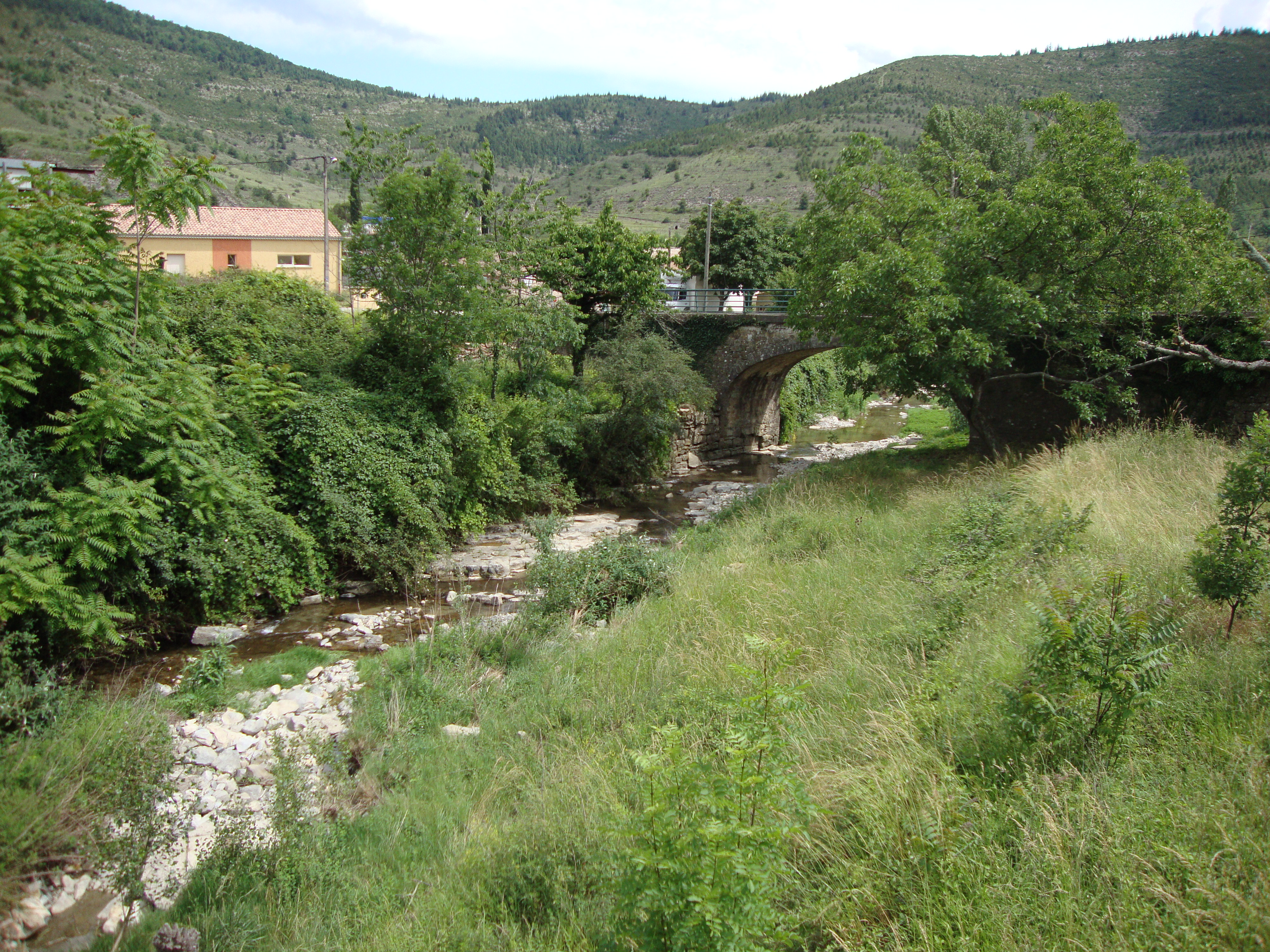
Le Liopoux à Vesseaux. Affluent du Luol.